# Justitieel Complex Zaanstad
Het Justitieel Complex Zaanstad, of kortweg JCZ, is een Nederlandse gevangenis in Westzaan.
Het JCZ is een nieuw justitieel complex, dat is gebouwd ter vervanging van gesloten inrichtingen in de regio, zoals de PIAOA (Bijlmerbajes), de Koepel in Haarlem en de penitentiaire inrichting aan de Tafelbergweg in Amsterdam. 
Als eerste onderdeel werd er per 1 juni 2016 het Penitentiair psychiatrisch centrum Amsterdam naar Zaanstad verhuisd.
Het nieuwe gebouw, ontworpen door EGM Architecten, heeft een oppervlakte van 68.000 m2 en biedt plaats aan ruim duizend gedetineerden in 666 cellen.